# 金剛堂

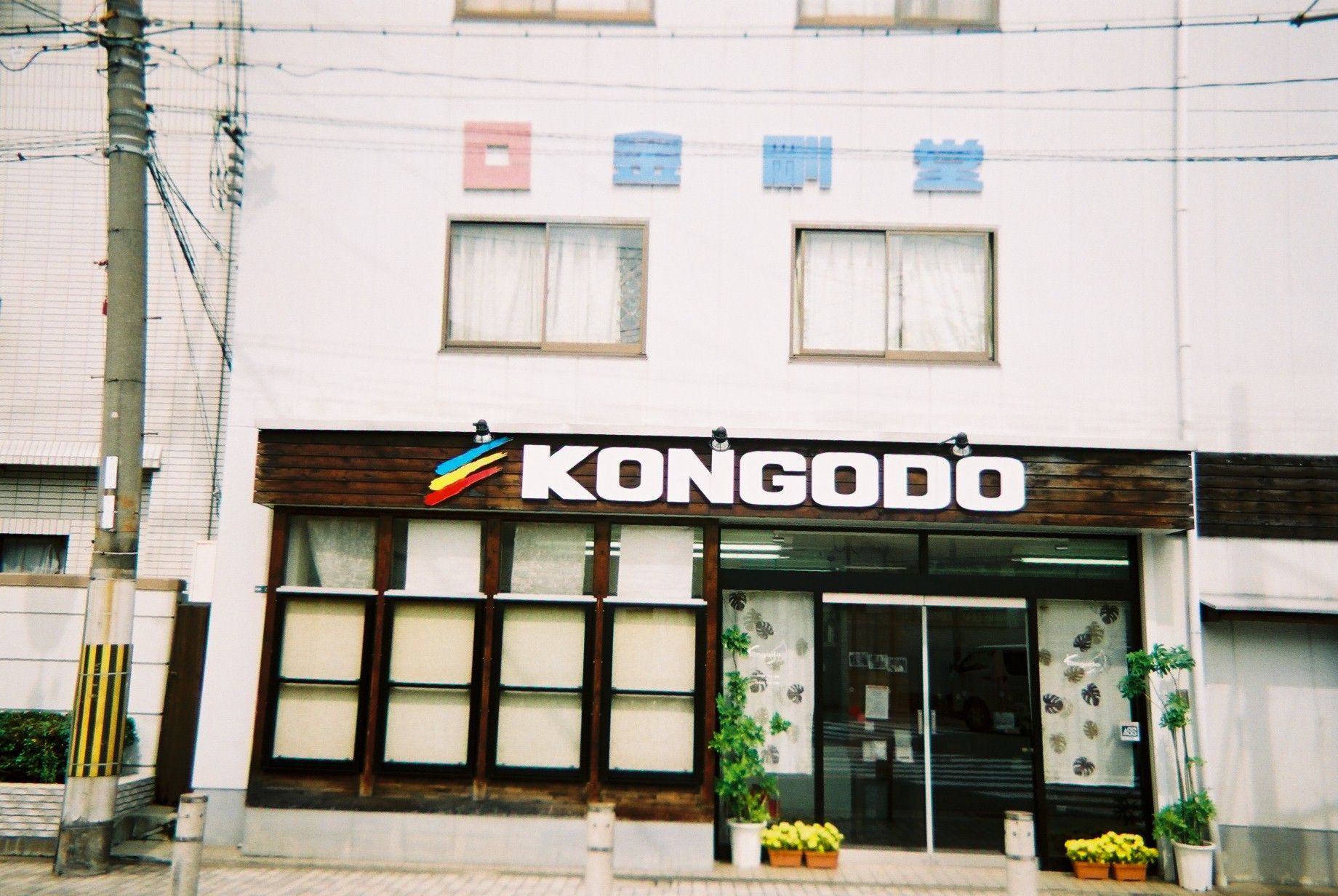
金剛堂守口店（大阪府守口市）

株式会社金剛堂（こんごうどう）は、大阪府大阪市住吉区に本社を置く創価学会の仏壇・仏具を販売する企業。

## 概要
創価学会の仏壇・仏具を主に取り扱っている。また、人間革命をはじめとした創価学会の関連本の他、創価学会の学会旗等も販売している。また、全国に45店舗を展開している（2018年5月2日現在）。

## 歴史
公式サイトには、金剛堂が創業する以前、多くの人が他宗の仏壇を使っていた事に創業者である小嶋敏男が衝撃を受け、創価学会専門の仏壇店を作ろうと仏壇店を創業したとされている。

### 沿革
- 1956年 - 大阪市浪速区にて、小嶋敏男が小嶋仏壇仏具店を創業。
- 1962年4月 - 大阪市西成区に株式会社金剛堂を設立。
- 1969年4月 - 現在の位置に本社を移転。
- 1972年4月 - 福岡県古賀市に九州支店を設立。九州、中国地方に卸業務を展開。
- 1976年4月 - 九州支店の社屋が完成。
- 1983年3月 - 仏壇の彫刻部品の調達を目的として、インドネシアに現地資本と合弁でP.T.KONGO INDONESIAを設立。
- 1989年4月 - 小嶋将敬が代表取締役に就任。
- 1994年12月 - 大阪市住吉区に物流センターが完成。
- 1998年6月 - ホームページを開設。
- 2001年7月 - 創価学会の本部がある東京都新宿区信濃町に信濃町店を開業。
- 2006年7月 - 本社新社屋が完成。
- 2007年10月 - 小嶋剛が代表取締役に就任。

## 備考
- 創価学会以外の他宗向けの仏壇仏具の販売もしている株式会社 お仏壇 Te to Te 手と手